# 이삼수
이삼수(李三守, 1958년 11월 19일 ~ )은 대한민국의 제4·5·6·8대 경상남도 사천시의원이다.

## 학력
- 남양중학교 졸업
- 진주고부설방송통신고등학교 졸업
- 경남과학기술대학교 중퇴

## 경력
- 삼천포시 유람선협회 회장
- 경상남도 생활체육협의회 부회장
- 2002.07 ~ 2006.06 제4대 경상남도 사천시의회 의원
- 2002.07 ~ 2004.07 제4대 경상남도 사천시의회 전반기 산업건설위원회 위원
- 2002.07 ~ 2004.07 제4대 경상남도 사천시의회 전반기 예산결산특별위원회 위원장
- 2003.01 ~ 2004.12 제4대 경상남도 사천시의회 삼천포화력관련특별위원회 위원
- 2004.07 ~ 2006.06 제4대 경상남도 사천시의회 후반기 총무위원회 위원
- 2004.07 ~ 2006.06 제4대 경상남도 사천시의회 후반기 예산결산특별위원회 위원
- 2006.07 ~ 2010.06 제5대 경상남도 사천시의회 의원
- 2006.07 ~ 2008.07 제5대 경상남도 사천시의회 전반기 총무위원회 위원
- 2006.07 ~ 2008.07 제5대 경상남도 사천시의회 전반기 예산결산특별위원회 위원
- 2008.07 ~ 2010.06 제5대 경상남도 사천시의회 후반기 총무위원회 위원장
- 2010.07 ~ 2014.03 제6대 경상남도 사천시의회 의원
- 2010.07 ~ 2012.07 제6대 경상남도 사천시의회 전반기 의회운영위원회 위원
- 2010.07 ~ 2012.07 제6대 경상남도 사천시의회 전반기 산업건설위원회 위원
- 2010.07 ~ 2012.07 제6대 경상남도 사천시의회 전반기 예산결산특별위원회 위원
- 2011.07 ~ 2011.09 제6대 경상남도 사천시의회 어린이영어도서관 관련행정사무조사 특별위원회 위원
- 2012.07 ~ 2014.03 제6대 경상남도 사천시의회 후반기 의회운영위원회 위원
- 2012.07 ~ 2014.03 제6대 경상남도 사천시의회 후반기 산업건설위원회 위원
- 2012.07 ~ 2014.03 제6대 경상남도 사천시의회 후반기 예산결산특별위원회 위원
- 2015 경상남도 사천시의회 후보
- 2018.07 ~ 2022.06 제8대 경상남도 사천시의회 의원
- 2018.07 ~ 2020.07 제8대 경상남도 사천시의회 전반기 의장
- 2020.07 ~ 2022.06 제8대 경상남도 사천시의회 후반기 의장
- 2020.07 ~ 2022.06 제8대 후반기 전국시군자치구의회의장협의회 감사(경남대표회장)

## 역대 선거 결과
|  | 0% |

|  | 37.85% |

|  | 38.13% |

|  | 38.34% |

|  | 46.81% |

|  | 33.05% |